# コマルカ・デ・ポンテベドラ
コマルカ・デ・ポンテベドラ（Comarca de Pontevedra）はスペインガリシア州ポンテベドラ県のコマルカで、同県のほぼ中央に位置する。
バーロ、カンポ・ラメイロ、コトバーデ、ア・ラマ、ポイオ、ポンテ・カルデーラス、ポンテベドラ、ビラボーアの8の自治体によって構成される。
隣接するコマルカは、北がコマルカ・デ・カルダスとコマルカ・デ・タベイロス＝テーラ・デ・モンテス、東がコマルカ・ド・リベイロとコマルカ・ド・カルバジーニョ（ともにオウレンセ県）、南がコマルカ・デ・ビーゴ、西がコマルカ・ド・モラソとコマルカ・ド・サルネスとなっている。
面積は624.0km²で、2010年の人口は123,733人（2009年：123,135人、2008年：122,137人）で、およそ66％の人口がコマルカの中心自治体ポンテベドラに、13％がポイオに居住している。

## 地理
| コマルカ・デ・ポンテベドラの構成自治体（2010年）       |            |             |                    |
| 自治体                                                 | 人口（人） | 面積（km²） | 人口密度（人/km²） |
| バーロ                                                 | 3,642      | 37.6        | 96.9               |
| カンポ・ラメイロ                                       | 2,046      | 63.8        | 32.1               |
| コトバーデ                                             | 4,427      | 134.7       | 32.9               |
| ア・ラマ                                               | 2,966      | 111.8       | 26.5               |
| ポイオ                                                 | 16,309     | 33.9        | 481.1              |
| ポンテ・カルデーラス                                   | 6,371      | 87.0        | 73.2               |
| ポンテベドラ                                           | 81,981     | 118.3       | 693.0              |
| ビラボーア                                             | 5,991      | 36.9        | 162.4              |
| 計                                                     | 123,733    | 624.0       | 198.3              |
| 出典: INE（スペイン国立統計局）、IGE（ガリシア統計局） |            |             |                    |